# Гилянчук, Юрий Владимирович
Ю́рий Влади́мирович Гилянчу́к (укр. Юрій Володимирович Гілянчук; 23 января 1985, Мощаница — 15 мая 2023, Авдеевка) — украинский военнослужащий, солдат, участник российско-украинской войны. Герой Украины (6 мая 2024, посмертно).

## Биография
Родился 22 января 1985 года в селе Мощаница Ровненской области. После окончания Мощаницкой школы учился в Острожском профтехучилище. В 2017 году участвовал в АТО на востоке Украины.
С началом российского вторжения в Украину добровольно вступил в ряды ВСУ. Служил солдатом в составе 110-й отдельной механизированной бригады имени генерал-хорунжего Марка Безручко.
Погиб 15 мая 2023 года вблизи Авдеевки Донецкой области.
Похоронен в селе Мощаница Ровненского района рядом со Свято-Троицким храмом.

## Награды
- Звание «Герой Украины» с удостоением ордена «Золотая Звезда» (15 июля 2024, посмертно) — за личное мужество и героизм, проявленные в защите государственного суверенитета и территориальной целостности Украины, верность военной присяге[2].